# Tyromyces
Tyromyces P. Karst. (białak) – rodzaj grzybów z rzędu żagwiowców (Polyporales).

## Charakterystyka
Grzyby kortycjoidalne o owocniku rocznym, rozpostartym lub siedzącym, w stanie świeżym o konsystencji od wodnistej do woskowatej, po wyschnięciu sztywnej i delikatnej, w smaku zazwyczaj gorzki. Powierzchnia górna biała, po wyschnięciu ciemniejąca, hymenofor rurkowy z porami okrągłymi do kanciastych, o kolorze od białego do kremowego lub zielonkawego. System strzępkowy monomityczny lub dimityczny, strzępki generatywne ze sprzążkami, strzępki szkieletowe, jeśli występują, proste, grubościenne, u niektórych gatunków występują strzępki kuliste. Cystyd brak, ale czasami występują cystydiole. Podstawki maczugowate 4-sterygmowe ze sprzążką u podstawy. Bazydiospory cylindryczne do elipsoidalnych lub jajowatych, szkliste, gładkie, cienkościenne, nieamyloidalne. Powodują białą zgniliznę drzew iglastych.
Pod względem budowy Tyromyces jest podobny do Ceriporiopsis, ich wspólne cechy to monomityczny system strzępek i powodowanie białej zgnilizny drewna, różnią się głównie owocnikami; u Tyromyces zwykle siedzącymi, u Ceriporiopsis rozpostartymi. Powiązania filogenetyczne między tymi rodzajami są niejasne, także biorąc pod uwagę polifiletyczny charakter Ceriporiopsis.

## Systematyka i nazewnictwo
Pozycja w klasyfikacji według Index Fungorum: Incrustoporiaceae, Polyporales, Incertae sedis, Agaricomycetes, Agaricomycotina, Basidiomycota, Fungi.
Synonim naukowy: Persooniana Britzelm.
Nazwę polską podał Stanisław Domański w 1965 r. W polskim piśmiennictwie mykologicznym należące do tego rodzaju gatunki opisywane były także pod polską nazwą sprzążkownica, żagiew lub huba.
Gatunki występujące w Polsce:
- Tyromyces chioneus (Fr.) P. Karst. 1881 – białak śnieżysty
- Tyromyces kmetii (Bres.) Bondartsev & Singer 1941 – białak jasnopomarańczowy

Nazwy naukowe na podstawie Index Fungorum. Wykaz gatunków i nazwy polskie według W. Wojewody.